# Villaggio Badia
Il Villaggio Badia è un quartiere di Brescia.

## Geografia fisica
L'area del quartiere è delimitata a ovest, dai comuni di Gussago e Roncadelle con i quali condivide la frazione Mandolossa; a nord, da via del Santellone e dalla chiesa di Sant'Antonio alla Badia, che tuttavia appartiene al vicino quartiere delle Chiusure; a est, da via Fortunato Canevali, via Violino di Sotto, la ferrovia Brescia-Iseo-Edolo, via Colombaie e ancora via Violino di Sotto; a sud, dal comune di Roncadelle.

## Origine del nome
Il toponimo deriva dalla corruzione del termine "Abbadia": l'abbazia dei santi Gervasio e Protasio fondata dai monaci appartenenti alla Congregazione vallombrosana e poi passata ai frati cappuccini.

## Storia
L'abbazia, dedicata ai santi Gervasio e Protasio, fu fondata nel XII secolo alle pendici occidentali della collina di sant'Anna dai monaci della congregazione benedettina di Vallombrosa. Nel Cinquecento, il cenobio passò ai frati cappuccini che l'amministrarono fino alla fine dell'Ottocento.
A eccezione della località Mandolossa, condivisa con Gussago e Roncadelle, l'area occupata dall'attuale quartiere rimase profondamente rurale. Fino al 1880 appartenne al comune di Fiumicello Urago, per poi entrare nel territorio comunale cittadino.
Nel 1955, fu costruito un nuovo villaggio per iniziativa di padre Ottorino Marcolini: case costruite su larga scala, a basso costo e sotto forma di cooperativa, utilizzando finanziamenti provenienti dalle banche d'orientamento cattolico, come la «Banca San Paolo di Brescia». Il primo esempio era stato il vicino villaggio Violino, ma la forte domanda di case convinse Marcolini a costruire un altro villaggio proprio alla Badia. Nei primi due anni furono costruiti settecento alloggi; nel 1967 avevano superato il migliaio.
Nel 1972, il consiglio comunale approvò il progetto sperimentale dei consigli di quartiere, suddividendo l'area cittadina in trenta quartieri. Il consiglio del Villaggio Badia, con una popolazione di 4 158 abitanti, fu eletto l'11 novembre 1973.
Quattro anni dopo, la Giunta Trebeschi recepì le disposizioni previste dalla legge 278/1976 e istituì nove circoscrizioni che accorparono i trenta quartieri. Villaggio Badia, assieme a Chiusure, Urago Mella e Villaggio Violino, entrò a far parte della Terza circoscrizione, che fu subito ribattezzata "dell'Oltremella" perché raggruppava i quartieri che risultavano separati dal resto della città dal fiume.
Nel 2007, la giunta Corsini ridusse il numero delle circoscrizioni portandole da nove a cinque: Villaggio Badia, come tutto il resto della Terza Circoscrizione, fu assegnata alla nuova Circoscrizione Ovest.
Nel 2014, a seguito dell'abolizione delle circoscrizioni per i nuovi limiti imposti dalla legge 191/2009, la Giunta Del Bono decise di ricostituire gli organi consultivi di rappresentanza dei quartieri. Le prime elezioni del consiglio di quartiere si tennero in tutta la città il 14 ottobre.

## Monumenti e luoghi d'interesse
- chiesa della Madonna del Rosario, aperta nel 1958, ospita il dittico dell'Annunciazione un tempo all'interno della chiesa di Sant'Antonio alla Badia;
- chiesa della Madonna alla strada, in località Mandolossa.
- monumento ai Caduti

## Società

### Religione
La chiesa della Madonna del Rosario appartiene all'unità pastorale Sacra Famiglia Padre Marcolini dei villaggi Badia e Violino della diocesi cattolica di Brescia.

## Cultura
Nel quartiere è presente la scuola secondaria di primo grado Kennedy,la scuola primaria don Milani e la scuola dell'infanzia mandolossa

## Infrastrutture e trasporti
Il quartiere è servito da due linee di trasporto urbano: la 3 (Mandolossa-Virle) e la 9 (Violino-Buffalora).
Sulla ferrovia Brescia-Iseo è presente la fermata della Mandolossa, priva di servizio viaggiatori dal 2008, mentre da dicembre 2023 è attiva la fermata di Brescia Violino, vicina all'area residenziale del quartiere omonimo da cui è stato tratto il nome.